# Oración recíproca
Las oraciones recíprocas son las oraciones predicativas, activas y transitivas en las que la acción está ejecutada y recibida mutuamente por dos o más sujetos.
Se construyen con verbos en forma pronominal y como en estas oraciones necesariamente hay dos sujetos (o un sujeto compuesto), el verbo debe ir en plural.

## Tipos de oraciones recíprocas
Existen dos formas de oraciones recíprocas: recíprocas directas y recíprocas indirectas; estas varían según la función del pronombre.

### Oraciones recíprocas directas
Una oración es recíproca directa cuando el sujeto realiza la acción de objeto, como Los autos colisionaron.

### Oraciones recíprocas indirectas
Una oración es recíproca indirecta cuando el pronombre realiza la acción del objeto indirecto. 
- Datos: Q6051723